# 143 km (obwód nowogrodzki)
143 km (ros. 143 км) – przystanek kolejowy w pobliżu miejscowości Dubrowka, w rejonie batieckim, w obwodzie nowogrodzkim, w Rosji. Położony jest na linii Petersburg – Newel – Witebsk.